# Radioåret 1995

## Händelser

### Maj
- 5 maj - I Sverige byter sända reklamradiostationen Z-Radio namn till "Sveriges Nya Radio P6", vilket Sveriges Radio inte gillar och gör rättsprocess av saken.

### September
- September - Sveriges Radio startar DAB-sändningar på prov. Sverige och Storbritannien har kommit överens om att starta sändningarna samtidigt men på grund av tidsskillnaden blir Sverige först i världen att sända digitalt.
- 27 september - Sveriges Radio startar reguljära digitalradiosändningar[1] över Nackasändaren.[2]

### Okänt datum
- UR blir licensfinansierat.[3]
- Radio Umut grundas.

## Radioprogram

### Sveriges Radio
- 1 december - Årets julkalender är Hotell Pepparkaka.[4]
- 31 december - TT-nyheter i radio, som sänts i Sverige sedan den 5 mars 1924, sänds förs sista gången.[5]

### Tyskland
- 1 december - Final sändning av Chippie (Hessischer Rundfunk).

### USA
- 28 januari - Final sändning av American Top 40.

## Avlidna
- 23 december – Olof Rydbeck, 82, chef för Sveriges Radio 1955–1970.[5]

### Fotnoter
1. ↑  Hundra år i Sverige - 1995, Hans Dahlberg, Albert Bonniers, 1999
2. ↑  ”Radio- och ljudhistoria”. Sveriges Radio. 21 december 2005. http://sverigesradio.se/sida/artikel.aspx?programid=3113&artikel=4362296. Läst 20 juni 2015.
3. ↑  20:e århundrades När Var Hur - Etermedier, Bernt Himmelstedt, Forum, 1999
4. ↑  ”1995, Hotell Pepparkaka”. Sveriges Radio. http://sverigesradio.se/barn/julkalendrar/1995.stm. Läst 31 augusti 2015.
5. 1 2   Horisont 1995. Bertmarks